# Lexmark
Lexmark International, Inc. — американська корпорація, розробник і виробник принтерів та інших периферійних пристроїв. Головний офіс компанії розташований у місті Лексингтон, Кентуккі (США).

## Історія
У березні 1991 року частина виробництва обчислювального обладнання (точніше підрозділ з розробки та виробництва засобів інформатизації) в IBM викупила інвестиційна фірма Clayton & Dubilier Inc. для створення Lexmark International, Inc.
У 1995 році Lexmark стала публічною компанією.
Після вторгнення росії на територію України компанія вирішила тимчасово зупинити постачання продукції на російський ринок. На ринок рф Lexmark вийшла у 1994 році.

## Діяльність
Офіс корпорації та офіс (відділу) НДДКР розташовані в штаб-квартирі в Лексінгтоні, штат Кентуккі (США). Офіси Lexmark є у Північній та Південній Америці, Азії, Африці та Європі. Чисельність співробітників компанії у світі налічує понад 13 тисяч людей. Lexmark входить до списку Fortune 500 (500 американських компаній, що мають найбільшу виручку, за версією журналу Fortune), а в 2005 році оборот компанії склав $5,22 млрд. Крім виробництва техніки під власним ім'ям, Lexmark розробляє принтери для інших великих компаній (як-от Dell).

## Продукція
Lexmark спеціалізується на пристроях для друку та додатковому приладді до них. Поточний асортимент включає кольорові й чорно-білі лазерні та струменеві друкувальні пристрої, зокрема БФП, оснащені сканерами, пристрої все-в-одному, фотопринтери та матричні принтери. Компанія Lexmark однією з перших випустила струменеві Wi-Fi принтери. Вона також пропонує лазерні принтери.

## Судові процеси
У 2005 році фірма Lexmark виграла справу (за позовом) Аризонської асоціації компаній з переробки картриджів (Arizona Cartridge Remanufacturers Association, ACRA) проти Lexmark. Такий підсумок встановив законність політики «одноразового використання» (англ. single use only), заявленої на картриджах Lexmark, що продавалися за заниженою ціною за умови повернення після використання фірмі-виробнику. Якби споживач не повернув картриджі, то порушив би цим угоду, і йому загрожував би судовий розгляд.
У тому ж 2005 році компанія Lexmark програла справу проти Static Control Components. Фірма Lexmark встановлювала в картриджі смарт-чипи, що унеможливлюють перезаправку картриджа або його заміну картриджем іншого виробника. Фірма Static Control Components виробляла мікросхеми, що дозволяють використовувати картриджі сторонніх виробників, що перезаправляються, в принтерах Lexmark. Фірма Lexmark визнала дії Static Control Components такими, що порушують її права та суперечать закону DMCA. Верховний суд США відхилив прохання Lexmark про перегляд рішення апеляційного суду, за яким дії Static Control Components визнавалися законними.
Раніше, в 2003 році, фірма Lexmark International добилася судової заборони на продаж мікросхем Smartec, що випускаються фірмою Static Control Components.